# Le Panier
Le Panier è un vecchio quartiere della città di Marsiglia, situato a nord del Vieux-Port e ad est della Cattedrale di Marsiglia. Sito nel II arrondissement, è composto da tre quartieri amministrativi: Hôtel de Ville, Les Grands Carmes e La Joliette. Il quartiere è caratterizzato da molte strade strette ed è il luogo in cui venne fondata intorno al 600 a.C. la colonia greca di Massalia.

## Storia

### XVIII secolo
Giacomo Casanova, nel suo passaggio per Marsiglia, soggiornò nell'albergo dei Tredici Cantoni, aperto da un restauratore svizzero che gli diede questo nome in ricordo del proprio Paese, al numero 4 dell'omonima piazza. Il grande seduttore racconta i momenti squisiti che egli trascorse in questo luogo nella sua Histoire de ma vie (Storia della mia vita):
(Giacomo Casanova, Histoire de ma vie)
La piazza prese il nome dall'albergo, ma a causa della confusione con la traduzione dal provenzale Cantoun, che significa "angolo", essa divenne la Piazza dei tredici angoli e solo nel 1927 ritrovò il suo nome originale.

### Seconda guerra mondiale

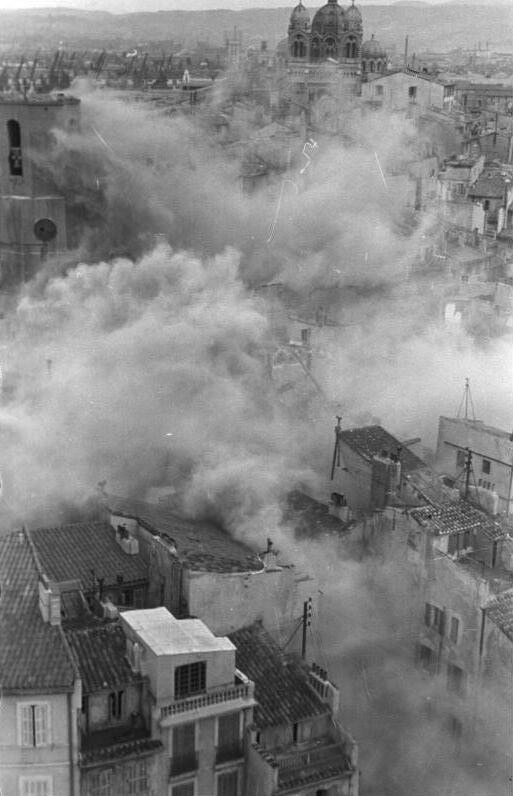
Distruzione del Porto Vecchio nel febbraio 1943.

Considerato povero e insalubre, la ristrutturazione del vecchio quartiere disteso sulla riva settentrionale del Vieux-Port è soggetta a critiche fin dal XVIII secolo. Molti progetti di rinnovamento sono stati abbozzati nel corso dei secoli. Durante la seconda guerra mondiale fu predisposto un piano urbanistico da parte di architetti acquisiti alla causa della Révolution nationale posta in opera dal governo di Vichy. I primi lavori ebbero inizio nell'autunno del 1942:
(Louis Gillet, revue municipale du 21 octobre 1942)
La parte situata tra la rue Caisserie e il Porto vecchio, Saint-Jean, è infine distrutta per decisione dei tedeschi: i suoi vicoli oscuri e pieni di angolini costituivano un rifugio per i membri della Resistenza. Tra il 22 e il 24 gennaio 1943, 30 000 gli abitanti sono espulsi, migliaia di persone sono arrestate ed inviate nei campi di concentramento. Poi, casa per casa, i 1500 immobili sono minati e fatti esplodere, lasciando solo un campo di rovine, con l'unica eccezione dell'hôtel Echevin de Cabre, costruito nel 1535, la più antica casa della città. Con la ricostruzione del nuovo "Quartiere dell'Hotel de Ville", l'immobile è stato fatto ruotare con un martinetto per allinearlo alle nuove vie.

### Dopo la guerra

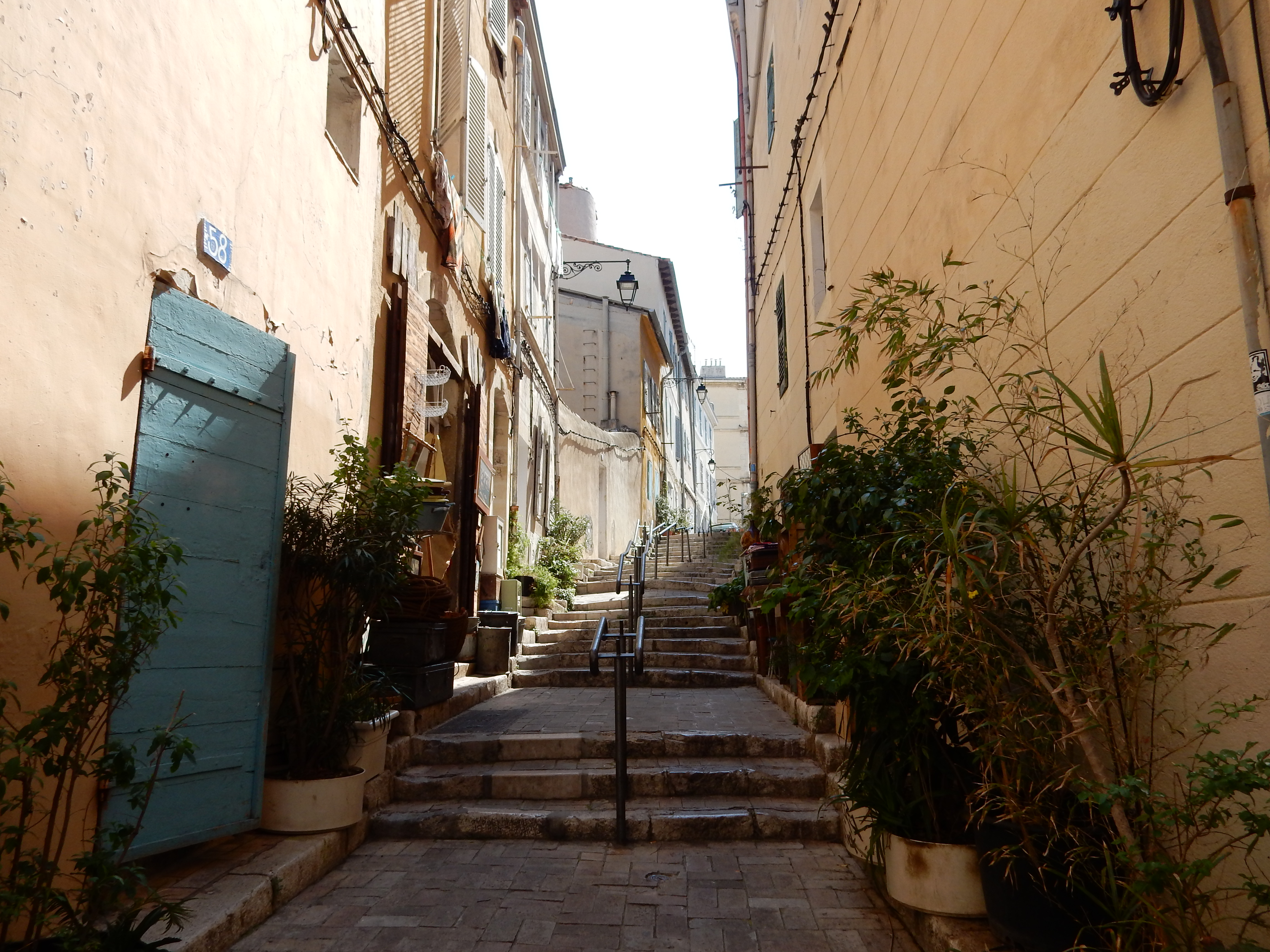
Scalinata nel quartiere Le Panier

Per lungo tempo Le Panier è stato un quartiere considerato come luogo di traffici e di delinquenza. Gli abitanti convivevano con la presenza del banditismo. Il traffico di sigarette vi era importante, rivelato particolarmente nel 1952 dall'affaire du Combinatie, una nave contrabbandiera che si arenò nel golfo di Ajaccio e causò una sanguinosa faida per il possesso del suo carico tra le bande corse operanti a Marsiglia.

### Oggi
Il quartiere del Panier fa parte dell'operazione di ristrutturazione urbana Euroméditerranée. Alcune ristrutturazioni urbane riguardano i settori che comprendono la rue de la République, l'Hôtel-Dieu, i Docks, (La Joliette), la spianata della Cattedrale della Major, quella del J4 e il Fort Saint-Jean.
Le Panier è diventato a poco a poco un quartiere turistico: atelier di artisti (in particolare ceramisti, pittori e galleristi) sono stati creati nel quartiere e un trenino turistico vi circola tutto l'anno.